# Okanagan
Okanagan, también conocido como Valle de Okanagan (en inglés: Okanagan Valley y, a veces, Okanagan Country) es una región de Canadá, dentro de la provincia de la Columbia Británica, delimitada por la cuenca de drenaje del lago Okanagan y parte del río Okanagan. En el censo de 2009 esta región tenía 350 927 habitantes; y en el censo de 2016, 362 258. Las principales ciudades son Kelowna, Penticton, Vernon, and West Kelowna.
El nombre deriva de un topónimo en el idioma okanagan de los amerindios de esta zona: ukʷnaqín.
Esta región tiene un clima seco y soleado y su economía está basada en la agricultura, el comercio y el turismo. La agricultura se centra sobre todo en los árboles frutales y más recientemente en la viña. El valle va del río Sicamous, (donde se junta con el río Shuswap), hasta la frontera con Estados Unidos, donde continúa con el nombre de Condado de Okanagan.

## Historia
El valle de Okanagan está habitado por el pueblo homónimo, que habla una lengua salish del interior. Viven en el valle, desde la cabecera del Lago de Okanagan hasta la confluencia con el río Columbia, en la actualidad dentro del estado de Washington, como también en el vecino Valle Similkameen, aunque el territorio tradicional comprendía toda la cuenca del río Columbia. Eran cazadores-recolectores. Actualmente las bandas de miembros amerindios de la Okanagan Nation Alliance son naciones con soberanía y el mes de agosto de cada año celebran la continuidad de la vida y cultura de los okanagan.
En 1811 los primeros no nativos vinieron al Valle Okanagan para comerciar con las pieles de los animales. Establecieron una ruta comercial hasta el año 1846, cuando el Tratado de Oregón estableció la frontera entre la Columbia Británica y Estados Unidos en el oeste de las Rocky Mountains sobre el paralelo 49.

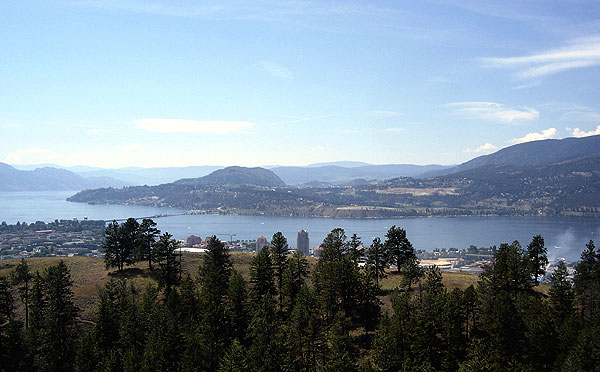
Vista del Valle de Okanagan desde el cerro sobre Kelowna

En 1859, se estableció el primer asentamiento europeo cuando el Padre Charles Pandosy dirigió la construcción de la misión oblata de Okanagan, ahora un barrio de Kelowna. La fiebre del oro de Fraser Canyon de 1858 finalmente alentó la construcción de más asentamientos, ya que algunos buscadores de los Estados Unidos tomaron la ruta Okanagan en su camino hacia Fraser Canyon. No obstante, en el momento de apogeo de la fiebre del oro, los aventureros estadounidenses que utilizaban la ruta no se establecieron en la zona, debido a las hostilidades directas por parte de los syilx, a quienes algunos de los grupos que atravesaban el camino habían acosado y brutalizado. Algunos encontraron oro y cobre en determinados lugares, a lo largo de otro sendero que discurría desde Fort Hope hasta campos de oro más nuevos en Rock Creek y Wild Horse Creek en East Kootenay, bordeando la frontera con EE. UU. y cruzando el lago Osoyoos en Osoyoos, que era un puesto de aduanas y también la ubicación de la oficina del comisario de oro. La ruta Dewdney, inspeccionada y construida por Edgar Dewdney, fue construida para evitar que el comercio en la región se dirigiera de norte a sur, en lugar de permanecer firmemente bajo control británico, y también con fines de movilidad militar en caso de que surgiera la necesidad. En las décadas posteriores a la fiebre del oro, los ganaderos, en su mayoría gracias a concesiones de tierras militares, se establecieron en el lago Okanagan. Los más notables fueron el Rancho Coldstream cerca de Vernon; el Rancho Ellis, que formó la base de la ciudad de Penticton una vez subdividida; y el Rancho Richter, que continúa en funcionamiento hoy, en las montañas entre la ciudad de Oliver y la aldea de Keremeos en el Similkamin.
La producción de frutas es hoy un sello distintivo del Valle de Okanagan, pero la industria comenzó con dificultades. El cultivo comercial de manzanas se intentó por primera vez allí en 1892, pero una serie de reveses impidieron el gran éxito de los cultivos comerciales de frutas hasta la década de 1920. Hasta la década de 1930, la demanda de envío de frutas y otros bienes impulsó la necesidad de operaciones continuas de los barcos de vapor de rueda de popa que daban servicio al lago Okanagan, operados por una subsidiaria de la Canadian Pacific Railway, que unía la línea principal del sur con la línea principal transcontinental original en Sicamous: el SS Aberdeen de 1886 y luego el SS Sicamous y el SS Naramata de 1914, entre otros. Los barcos Sicamous y Naramata sobreviven como atracción turística en la playa de Okanagan, en el lado norte de Penticton, y los Sicamous sirven como museo y también como sede para eventos. Otros barcos de vapor operaban en el lago Skaha, al sur de esa ciudad. El salón club y la timonera, sin quilla ni casco, del SS Okanagan se encuentran en el mismo parque que el Sicamous y el Naramata. 
Aunque la minería desempeñó un papel importante en épocas anteriores, en el último medio siglo han crecido varias empresas basadas en otros recursos de la región, principalmente forestales. En la actualidad, las industrias de más rápido crecimiento en Okanagan son las de bienes raíces, alojamiento y servicios turísticos, y el desarrollo inmobiliario impulsado por la jubilación, así como la destrucción de huertos y su reemplazo por bodegas y viñedos. Favorecido por su clima soleado, por los lagos y las atracciones vinícolas, el valle se ha convertido en un destino popular para vacacionistas y jubilados. La zona también atrae a trabajadores estacionales que acuden para la recolección de frutas, principalmente de Quebec y de México.

## Clima
Como gran parte del sur de la Columbia Británica, Okanagan tiene un clima relativamente suave, siendo las temperaturas medias de verano las más altas de Canadá, aunque Okanagan es bastante más seco que otras zonas. La vegetación pasa de los cactus y artemisies del sur a las coníferas del norte.

## Geografía

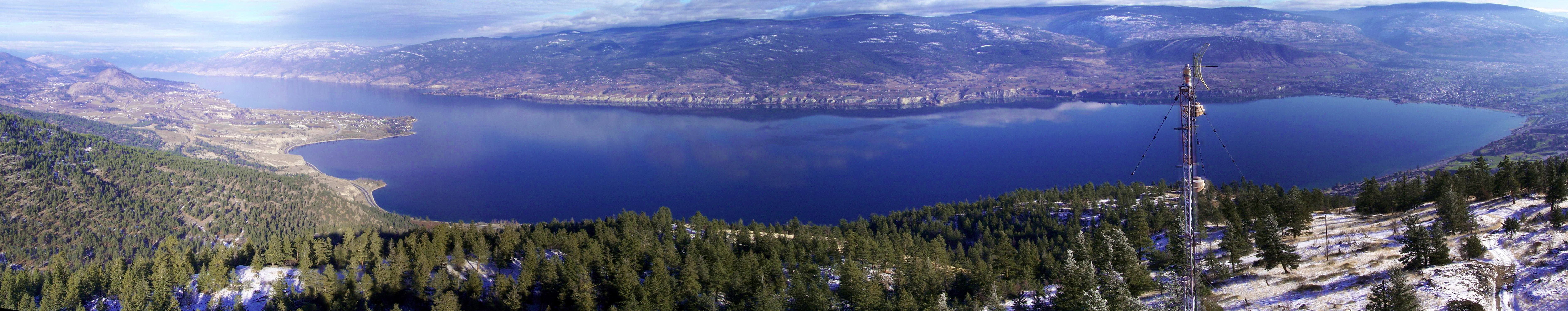
Vista panorámica de Okanagan, cerca de Penticton.

Las características geográficas incluyen:
- Lago Kalamalka
- Lago Mahoney
- Lago Mara
- Montañas Monashee
- Meseta Okanagan
- Lago Okanagan
- Río Okanagan
- Lago Osoyoos
- Río Shuswap
- Lago Skaha
- Lago Swan (Okanagan)
- Meseta Thompson
- Lago Tuc-el-nuit
- Lago Vaseaux
- Lago Wood (Columbia Británica)